# Питерс, Мартин
Ма́ртин Стэ́нфорд Пи́терс (англ. Martin Stanford Peters; 28 ноября 1943 — 21 декабря 2019) — английский футболист. В составе сборной Англии стал обладателем Кубка мира, розыгрыш которого проходил в 1966 году в Англии.

## Клубная  карьера
Питерс начал профессиональную карьеру в 1959 году, подписав пробный контракт с английским клубом «Вест Хэм Юнайтед». В составе клуба Питерс дебютировал в 1962 году в матче против клуба «Кардифф Сити».
Питерс покинул профессиональный футбол в январе 1981 года.

## Карьера в сборной
Тренер сборной Англии Альф Рамсей быстро разглядел потенциал Питерса и в мае 1966 года предоставил возможность Питерсу сыграть свой дебютный матч на стадионе «Уэмбли» против сборной Югославии. В том матче сборная Англии выиграла со счётом 2:0, и Питерс показал себя в нём с лучшей стороны. Перед началом чемпионата мира 1966 года в Англии и до объявления состава сборной на турнир Питерс сыграл в двух товарищеских матчах. В матче против сборной Финляндии во втором своём матче за сборную Питерс забил первый мяч в ворота соперника. Впоследствии Питерс был включён в состав сборной для участия в розыгрыше Кубка мира наряду со своими товарищами по клубу «Вест Хэм Юнайтед» Бобби Муром (капитан сборной) и Джеффом Херстом.
В первом групповом матче чемпионата мира 1966 года против сборной Уругвая Питерс не вышел на поле. Матч закончился вничью. Тренеру сборной Альфу Рамсею необходимо было менять схему игры. Для новой схемы отлично подходил Питерс, и во втором матче в группе против сборной Мексики он уже вышел на поле. Англичане выиграли со счётом 2:0. Англичане успешно миновали групповой этап, прошли сборную Аргентины и Португалии. В финале турнира команде Питерса предстояло встретиться со сборной ФРГ. В ворота сборной ФРГ Питерс забил второй мяч на 78-й минуте. В дополнительное время Джефф Херст забил два мяча, оформив хет-трик в матче и обеспечив путь к первому чемпионскому титулу для сборной Англии.

## Достижения

### Командные достижения
«Вест Хэм Юнайтед»
- Победитель Кубка обладателей кубков УЕФА: 1964/65
- Финалист Кубка Футбольной лиги: 1965/66

«Тоттенхэм Хотспур»
- Обладатель Кубка Футбольной лиги (2): 1970/71, 1972/73
- Обладатель Кубка УЕФА: 1971/72
- Финалист Кубка УЕФА: 1973/74

Сборная Англии
- Чемпион мира: 1966
- Бронзовый призёр чемпионата Европы: 1968
- Победитель Домашнего чемпионата Великобритании (6): 1967/68, 1968/69, 1969/70 (разделённая победа), 1970/71, 1971/72 (разделённая победа), 1972/73

### Личные достижения
- Включён в список 100 легенд Футбольной лиги: 1998
- Включён в Зал славы английского футбола: 2006
- Включён в Зал славы ФК «Тоттенхэм Хотспур»
- Включён в Зал славы ФК «Норвич Сити»